# Catherine Stihler
Catherine Dalling (Catherine) Stihler (geboren Catherine Dalling Taylor; Bellshill (North Lanarkshire), 30 juli 1973) is een Brits bestuurder en Labour politicus. Ze was lid van het Europees Parlement als vertegenwoordiger voor Schotland sinds 1999 (herverkozen in 2004, 2009 en 2014). Van 2014 tot 2016 was ze tevens rector van de Universiteit van St Andrews.

## Biografie
Stihler voltooide haar middelbare school aan de Coltness High School, en studeerde gecombineerd internationale betrekkingen en geografie aan de Universiteit van St Andrews (Master of Arts), waarna ze ook afstudeerde met een Master of Letters in internationale veiligheid.
Terwijl ze aan St Andrews studeerde, werd ze gekozen als president van de studentenvereniging (1994-1995) en al tijdens haar studententijd was ze politiek betrokken als lid van het bestuur de Schotse afdeling van de Labourpartij (1993-1995). Van 1995 tot 1997 was ze jongerenvertegenwoordiger bij het nationale partijbestuur (National Executive Committee). In maart 2006 werd haar eerste kind geboren, met een tweede zoon in 2011.

## Carrière

### Politieke carrière
Tijdens haar tweede studie aan St Andrews was ze tevens kandidaat bij de algemene verkiezingen van 1997 in het district Angus. Na de verkiezingen, waarin ze niet werd gekozen, was Stihler wetenschappelijk medewerker voor Anne Begg, parlementslid voor Aberdeen South. Bij de Europese Parlementsverkiezingen 1999 stond Stihler als derde op de lijst van de Labourpartij in Schotland, en werd daarmee gekozen als het jongste Britse Europarlementslid op 25-jarige leeftijd. In 2004, 2009 en 2014 werd Stihler herkozen. Zij was plaatsvervangend voorzitter van de EPLP en was Europees woordvoerder voor Labour op het gebied van volksgezondheid en visserij. Zij was tevens woordvoerder consumentenrechten en de enige Schotse vertegenwoordiger in de economische en monetaire commissie. In 2011 was zij rapporteur voor constructieproducten en manoeuvreerde ze nieuwe regelgeving rond enkele markt van constructieproducten en bescherming tegen gevaarlijke stoffen. Zij staat bekend om haar standpunt tegen de tabaksindustrie en voor de erkenning van COPD. Zij was tevens actief op het gebied van publieke aanbestedingen, hervorming van financiële dienstverlening en het betrekken van Europese burgers in de digitale economie.
In 2006 was Stihler (zonder succes) kandidaat namens de Labourpartij voor het Lagerhuis namens Dunfermline and West Fife tijdens extra verkiezingen.

### Carrière na politiek
In 2019 werd Stihler benoemd als CEO van Open Knowledge International, als gevolg waarvan zij op 31 januari 2019 aftrad als lid van het Europees Parlement. In Augustus 2020 werd zij benoemd tot CEO van Creative Commons.